# Диктіс Критський
Ди́ктіс Кри́тський (лат. Dictys Cretensis, дав.-гр. Δίκτυς ὁ Κρής) — персонаж давньогрецької міфології з Криту; згідно з міфами, товариш Ідоменея під час облоги Трої.
За переказами, його записки про війну грецькою мовою перекладено в IV столітті латиною і оформлено як «Щоденник Троянської війни» (лат. Ephemeris belli Troiani), — твір, на який, разом з «Історією» Дареса Фригійського, посилалися середньовічні історики, описуючи Трою, як наприклад, французький придворний історіограф Бенуа де Сент-Мор у своєму «Романі про Трою» (фр. Roman de Troie, 1160 рік).